# Przestrzeń ciągowo zwarta
Przestrzeń ciągowo zwarta – przestrzeń topologiczna w której, każdy ciąg punktów tej przestrzeni zawiera podciąg zbieżny. Podzbiór przestrzeń topologicznej jest ciągowo zwarty, jeśli zbiór ten z topologią indukowaną jest przestrzenią ciągowo zwartą.
W przypadku przestrzeni metryzowalnych pojęcie ciągowej zwartości  równoważne jest zwartości.

## Przykłady i kontrprzykłady
- Najmniejsza nieprzeliczalna liczba porządkowa ω1 (z topologią porządkową) jest przestrzenią ciągowo zwartą, która nie jest zwarta.

Dowód. Niech (αn) będzie ciągiem przeliczalnych liczb porządkowych. Jeżeli zbiór wartości tego ciągu jest skończony, to (αn) zawiera podciąg stały, a więc zbieżny. Gdy zbiór wartości ciągu (αn) jest nieskończony, to indukcyjnie można wybrać ściśle rosnący (w sensie porządku w ω1) podciąg (αnk) ciągu (αn). Jednak dla ściśle rosnących ciągów liczb porządkowych zachodzi lim αnk = sup αnk. Ponadto, sup αnk = ∪k αnk ∈ ω1 (por. arytmetyka liczb porządkowych), gdyż suma przeliczalnie wielu zbiorów przeliczalnych jest przeliczalna. □
- Przestrzeń zwarta nie musi być ciągowo zwarta. Niech I = [0,1]. Wówczas z twierdzenia Tichonowa wynika, że kostka Cantora {0,1}I jest zwarta. Nie jest ona jednak ciągowo zwarta.

Dowód. Niech [x] oznacza część całkowitą liczby rzeczywistej x. Dla każdej liczby t w przedziale [0,1] niech dany będzie ciąg (tn) określony wzorem tn = 10nt - [10nt]. Funkcje fn: I → {0,1} dane wzorami fn(t) = 0, gdy t < tn i fn(t) = 1, gdy t ≥ tn są elementami przestrzeni produktowej {0,1}I, której topologia jest de facto topologią zbieżności punktowej. Ciąg (fn) nie ma podciągu zbieżnego (tj. kostka Cantora {0,1}I nie jest ciągowo zwarta). Rzeczywiście, niech n(1) < n(2) < ... będzie dowolnym ściśle rosnącym ciągiem liczb naturalnych. Ponieważ funkcje fn przyjmują tylko dwie wartości, więc istnieje taka liczba t w przedziale [0,1], że ciąg wartości (fn(1)(t), fn(2)(t), fn(3)(t), ...) zawiera nieskończenie wiele zarówno zer jak i jedynek, co pokazuje, że granica podciągu (fn(1), fn(2), fn(3), ...) w punkcie t nie istnieje. □
- Twierdzenie Eberleina-Szmuljana stwierdza, że słabo zwarte podzbiory przestrzeni Banacha to dokładnie te zbiory, które są ciągowo zwarte w słabej topologii. W szczególności, każda przestrzeń Eberleina jest ciągowo zwarta.
- Z twierdzenia Banacha-Alaoglu wynika, że kula jednostkowa Bℓ∞* przestrzeni sprzężonej ℓ∞* jest zwarta w *-słabej topologii. Nie jest ona jednak ciągowo zwarta, gdyż ciąg funkcjonałów (fn) ⊂ Bℓ∞* danych wzorami

{\displaystyle \langle f_{n},(\xi _{k})_{k=1}^{\infty }\rangle =\xi _{n}\;\;\;{\big (}n\in \mathbb {N} ,\;(\xi _{k})_{k=1}^{\infty }\in \ell _{\infty }{\big )}}
nie ma podciągu zbieżnego. Wynika stąd, że Bℓ∞* nie jest ciągowo *-słabo zwarta.